# 카두나주

카두나주의 위치

카두나주(영어: Kaduna State)는 나이지리아의 중부에 있는 주로, 주도는 카두나이다. 면적은 46,053km2이며, 인구는 6,066,562명(2006년)이다.

## 지리
나이지리아 고지대 평원의 남쪽 끝에 위치하고 있다. 북쪽으로는 카치나주, 북서쪽으로는 잠파라주, 북동쪽으로는 카노주, 남서쪽으로는 연방 수도 지구, 남동쪽으로는 나사라와주, 서쪽으로는 나이저주, 동쪽으로는 바우치주, 플래토주와 접한다.

## 역사
1967년 5월 27일 옛 북부주가 중북부주를 포함한 6개의 주로 분리되었으며, 1976년 중북부주의 이름이 현재의 카두나주로 바뀌었다. 1987년에는 현재의 카치나주에 해당하는 지역이 분할되었다.

## 같이 보기
- 카두나